# Dioscorea lijiangensis
Dioscorea lijiangensis là một loài thực vật có hoa trong họ Dioscoreaceae. Loài này được C.L.Long & H.Li mô tả khoa học đầu tiên năm 2000.